# Boulevard de la mort
Pour plus de détails, voir Fiche technique et Distribution.
Boulevard de la mort ou À l'épreuve de la mort au Québec (Death Proof), est un film américain écrit et réalisé par Quentin Tarantino, sorti en 2007. Avec Planète Terreur, il fait partie du double programme Grindhouse mais est sorti seul dans plusieurs pays, tel que la France.
Dans ce film construit en deux parties assez similaires, le réalisateur rend hommage aux films d'exploitation centrés sur les poursuites en voitures des années 1970 et les cascades sont réalisées à la manière de ces films, sans l'aide de l'infographie. Le film a été un échec commercial mais a recueilli des critiques plutôt positives.

## Synopsis
À Austin, trois amies, Arlene, Shanna et « Jungle » Julia, disc jockey d'une radio locale, font une virée dans un bar. Elles ignorent qu'elles sont étroitement surveillées par Stuntman Mike, un ancien cascadeur psychopathe qui sillonne les routes en tuant les femmes qu'il trouve sur son chemin. Pour cela, il a une méthode bien particulière : il se sert uniquement de sa voiture. Quand les filles quittent le bar avec une amie, Stuntman Mike fait de même en acceptant de raccompagner chez elle Pam, une autre cliente. Il lui vante les mérites de sa voiture, une Chevrolet Nova qui, selon lui, « protège de la mort ». Lorsqu'il prend une autre route pour suivre les filles, Pam se rend compte que quelque chose ne va pas. Stuntman Mike lui explique que seul le conducteur est protégé dans sa voiture, puis il freine brutalement. Pam, qui n'a pas de ceinture de sécurité, est projetée en avant et sa tête s'écrase sur le tableau de bord. Stuntman Mike rattrape ensuite le véhicule des quatre jeunes femmes et provoque une collision qui leur est fatale. Il s'en tire avec quelques fractures grâce à son véhicule renforcé et son harnais de sécurité. À l'hôpital, le Texas Ranger Earl McGraw explique à son fils et adjoint Edgar qu'il a de sérieux doutes sur la nature accidentelle de la collision mais qu'il ne peut rien prouver.
Quatorze mois plus tard, à Lebanon dans le Tennessee, Stuntman Mike est désormais au volant d'une Dodge Charger. Le cascadeur psychopathe repère de nouvelles victimes potentielles : Lee, Abernathy et Kim, qui vont chercher leur amie Zoë qui arrive de Nouvelle-Zélande. Elles travaillent toutes dans le milieu du cinéma, les deux dernières en tant que cascadeuses. Zoë rêve de conduire une Dodge Challenger comme dans le film Point limite zéro et explique à ses amies qu'elle a trouvé un vendeur dans les environs. Pendant que Lee reste avec Jasper, le propriétaire, les trois autres partent essayer la voiture et Zoë s'amuse à effectuer une cascade, allongée sur le capot, les mains agrippées à des ceintures accrochées aux portières. Stuntman Mike en profite pour intervenir et heurte violemment leur véhicule à plusieurs reprises. La course poursuite s'achève lorsque les deux voitures finissent sur le bas-côté. Zoë est éjectée, Kim parvient à tirer sur Stuntman Mike avec le pistolet qu'elle porte sur elle. Blessé à l'épaule, il prend immédiatement la fuite. Zoë, miraculeusement indemne, ramasse une barre de fer trouvée sur le bord de la route et les filles partent sur ses traces. Elles le rejoignent alors qu'il s'est arrêté pour soigner sa blessure et Zoë le frappe avec son arme improvisée. Stuntman Mike parvient à démarrer sa voiture et une nouvelle course poursuite s'engage. Elle s'achève par une ultime collision qui fait partir la voiture de l'ancien cascadeur en tonneaux. Il est tiré hors de son véhicule par les filles qui le passent à tabac. Il s'effondre au sol, inconscient, et Abernathy l'achève d'un coup de pied au visage.

## Fiche technique
Sauf indication contraire, les informations mentionnées dans cette section peuvent être confirmées par la base de données cinématographiques IMDb,  présente dans la section « Liens externes ».
- Titre français : Boulevard de la mort
- Titre québécois : À l'épreuve de la mort
- Titre original : Death Proof
- Réalisation et scénario : Quentin Tarantino
- Photographie : Quentin Tarantino
- Décors : Steve Joyner, Caylah Eddleblute
- Costumes : Nina Proctor
- Montage : Sally Menke
- Maquillages :	Howard Berger, Gregory Nicotero
- Production :	Quentin Tarantino, Robert Rodriguez, Elizabeth Avellan, Erica Steinberg
  - Production déléguée : Bob Weinstein, Harvey Weinstein
- Sociétés de production : Dimension Films, The Weinstein Company, A Band Apart, Troublemaker Studios et Rodriguez International Pictures
- Sociétés de distribution : Dimension Films / The Weinstein Company (États-Unis), TFM Distribution (France)
- Pays de production :  États-Unis
- Langue originale : anglais
- Format : noir et blanc / couleur par DeLuxe – 35 mm – 2.35:1 CinemaScope – Digital SRD / DTS / SDDS
- Genre : thriller, comédie noire, action
- Durée : 113 minutes
- Dates de sortie [1] :
  - États-Unis : 6 avril 2007 (dans le diptyque Grindhouse)
  - France, Belgique et Suisse romande : 6 juin 2007
- Classification : interdit aux moins de 12 ans en France ; pour les + de 13 ans au Québec

## Distribution
- Kurt Russell (VF : Jacques Frantz ; VQ : Jean-Luc Montminy) : Stuntman Mike (en français « Mike le cascadeur »)
- Zoë Bell (VF : Carole Franck ; VQ : Éveline Gélinas) : Zoë (elle-même)
- Rosario Dawson (VF : Marjorie Frantz ; VQ : Marie-Lyse Laberge-Forest) : Abernathy
- Vanessa Ferlito : Arlene « Butterfly »
- Sydney Tamiia Poitier (VQ : Catherine Proulx-Lemay) : Jungle Julia
- Tracie Thoms (VF : Mbembo ; VQ : Annick Bergeron) : Kim
- Rose McGowan (VF : Audrey Lamy ; VQ : Camille Cyr-Desmarais) : Pam
- Jordan Ladd (VF : Marie Donnio) : Shanna
- Mary Elizabeth Winstead (VF : Mélodie Orru ; VQ : Audrey Lacasse) : Lee Montgomery
- Quentin Tarantino (VF : Bernard Crombey ; VQ : Daniel Picard) : Warren, le barman
- Eli Roth (VF : Jonathan Cohen) : Dov
- Omar Doom (VF : Adrien Larmande ; VQ : Martin Watier) : Nate
- Michael Bacall : Omar
- Michael Parks (VF : Claude Brosset ; VQ : Luis de Cespedes) : Earl McGraw
- James Parks (VF : Bernard Bouillon) : Edgar McGraw
- Marley Shelton (VF : Ludmila Ruoso ; VQ : Geneviève Désilets) : Dr Dakota Block McGraw
- Jonathan Loughran (VF : Patrick Bonnel) : Jasper
- Marcy Harriell : Marcy
- Monica Staggs : Lanna Frank
- Electra et Elise Avellán : Les babysitters jumelles (caméo)

Sources doublage : RS Doublage (VF) et doublage.qc.ca (VQ)

## Production
| |  |  |
| Les actrices Mary Elizabeth Winstead et Rosario Dawson pour la promotion du film au San Diego Comic-Con 2006. |  |  |

L'idée de faire ce film provient de la fascination de Quentin Tarantino pour les cascadeurs et notamment pour leurs voitures construites pour être « à l'épreuve de la mort », ce qui l'a inspiré pour réaliser un slasher à sa manière où le tueur serait un ancien cascadeur dérangé qui se servirait de sa voiture pour assassiner des jeunes femmes. Tarantino ne désirait pas réaliser un véritable slasher parce qu'il estime qu'à l'exception des films de prison pour femmes, il n'y a pas de genre cinématographique dont la structure soit plus rigide. Il a donc seulement utilisé la structure d'un slasher. Le titre original du film, Death Proof, a été trouvé par Robert Rodriguez.
Mickey Rourke devait endosser au départ le rôle de Stuntman Mike, mais il avait beaucoup de projets. D'autres acteurs ont été envisagés comme Sylvester Stallone, qui a décliné l'offre (le personnage ne lui convenait pas), Ron Perlman, Bruce Willis, Kal Penn et Ving Rhames (Marsellus Wallace dans Pulp Fiction). Tarantino a donc pensé à Kurt Russell, parce que ses rôles d'antihéros dans les années 1980 dans des films tels que New York 1997, The Thing et Les Aventures de Jack Burton dans les griffes du Mandarin l'avaient beaucoup marqué, et qu'il voulait lui confier un rôle de méchant pour rappeler aux spectateurs ce que Kurt Russell est capable de faire dans ce registre. La cascadeuse Zoë Bell interprète quant à elle son propre rôle, Tarantino l'ayant engagée parce qu'elle l'avait beaucoup impressionné en tant que doublure d'Uma Thurman dans Kill Bill.
Le film est tourné en extérieurs à Austin au Texas et à Buellton en Californie, de septembre à décembre 2006. La plupart des décors, comme le Texas Chili Parlor et le Guero's Taco Bar à Austin, sont des lieux qui existent vraiment. Le drugstore Circe A a été créé à partir d'un bâtiment existant, la ferme de Jasper se situe à Luling, près d'Austin, et les routes du Tennessee où se déroule la course-poursuite finale sont situées près de Solvang. À propos des courses-poursuites en voiture, Tarantino a absolument tenu à les réaliser sans faire appel à l'infographie mais en s'inspirant de celles de films de son enfance comme Point limite zéro (1971), La Grande Casse (1974), Larry le dingue, Mary la garce (1974) ou Driver (1978). Il affirme qu'il n'y a pas eu de scènes d'action avec des véhicules qui l'ont vraiment satisfait en tant que spectateur depuis le début des années 1990, mis à part celles de Terminator 2 (1991) et de Destination finale 2 (2003). Bon nombre de scènes se déroulent dans l'habitacle des voitures, où le spectateur assiste aux conversations entre les protagonistes, Tarantino nous laisse aussi observer Stuntman Mike, seul au volant, traquant ses proies. Les scènes de crimes se déroulent également dans cet espace confiné.
Plusieurs images du film sont volontairement de mauvaise qualité afin de rappeler les films d'exploitation des années 1970. En effet, Boulevard de la mort est sorti dans les salles de cinéma américaines dans le cadre d'un double programme avec Planète Terreur sous le titre de Grindhouse, terme américain pour désigner un cinéma spécialisé dans les films d'exploitation. Grindhouse est sorti au cinéma le 6 avril 2007 et présente une version raccourcie (90 minutes) du film, qui a ensuite été présenté en compétition officielle au Festival de Cannes 2007 dans une version longue de 127 minutes, puis dans les salles européennes dans sa version internationale définitive de 114 minutes.

## Bande originale
Bandes originales par Quentin Tarantino
Kill Bill vol. 2
(2004) Inglourious Basterds
(2009)
La bande originale est entièrement constituée de chansons non originales et de musiques d'autres films ainsi que de dialogues de Boulevard de la mort.
| No  | Titre                                                    | Auteur                                      | Interprètes                          | Durée |
| --- | -------------------------------------------------------- | ------------------------------------------- | ------------------------------------ | ----- |
| 1.  | The Last Race (tiré du film Village of the Giants, 1965) | Nitzsche                                    | Jack Nitzsche                        | 2:39  |
| 2.  | Baby It's You (1969)                                     | Burt Bacharach, Mack David, Barney Williams | Smith                                | 3:23  |
| 3.  | Paranoia Prima (tiré de Le Chat à neuf queues, 1971)     | Morricone                                   | Ennio Morricone                      | 3:19  |
| 4.  | Planning & Scheming (dialogue)                           | Tarantino                                   | Eli Roth & Michael Bacall            | 1:00  |
| 5.  | Jeepster (1971)                                          | Marc Bolan                                  | T. Rex                               | 4:09  |
| 6.  | Stuntman Mike (dialogue)                                 | Tarantino                                   | Rose McGowan & Kurt Russell          | 0:19  |
| 7.  | Staggolee (1970)                                         | John Michael Hill, Charlie Allen            | Pacific Gas & Electric               | 3:50  |
| 8.  | The Love You Save (May Be Your Own) (1966)               | Tex                                         | Joe Tex                              | 2:56  |
| 9.  | Good Love, Bad Love (1966)                               | Alvertis Isbell, Floyd                      | Eddie Floyd                          | 2:11  |
| 10. | Down in Mexico (1956)                                    | Jerry Leiber, Mike Stoller                  | The Coasters                         | 3:22  |
| 11. | Hold Tight (1966)                                        | Ken Howard, Alan Blaikley                   | Dave Dee, Dozy, Beaky, Mick and Tich | 2:47  |
| 12. | Sally and Jack (tiré de Blow Out, 1981)                  | Donaggio                                    | Pino Donaggio                        | 1:25  |
| 13. | It's So Easy (tiré de La Chasse, 1980)                   | Willy DeVille                               | Mink DeVille                         | 2:10  |
| 14. | Whatever-However (dialogue)                              | Tarantino                                   | Tracie Thoms & Zoë Bell              | 0:36  |
| 15. | Riot in Thunder Alley (tiré de Thunder Alley, 1967)      | Richard Podolor                             | Eddie Beram                          | 2:04  |
| 16. | Chick Habit (1995)                                       | Serge Gainsbourg, March                     | April March                          | 2:07  |

## Accueil

### Accueil critique
| |  |  |
| Les actrices Zoë Bell et Sydney Tamiia Poitier à la première du film à Austin, Texas, en mars 2007. |  |  |

Sur le site internet Rotten Tomatoes, le film recueille 67 % de critiques positives, avec un score moyen de 5,8/10 et sur la base de 39 critiques collectées. Parmi les critiques favorables, Todd McCarthy, de Variety, évoque une « friandise délicieuse » avec « des dialogues épatants et des interprétations électrisantes » et renforcée par « le lien vibrant de camaraderie au sein des deux groupes différents de jeunes femmes ». Pour Lou Lumenick, du New York Post, c'est un « bon film » « plein d'adrénaline » et dans lequel figurent « certains des meilleurs dialogues de Tarantino depuis Pulp Fiction », un Kurt Russell « qui n'a jamais été aussi bon » et une course-poursuite finale « brillamment mise en scène ». Claudia Puig, de USA Today, met en avant les « dialogues tranchants », « l'une des plus impressionnantes poursuites en voiture » depuis plusieurs années et les « solides interprétations » des actrices. Et A. O. Scott, du New York Times, pense que la modestie du film « fait partie de son charme » et admire « la grâce et le talent artistique des plans » ainsi que le jeu d'acteur « terriblement bon » de Kurt Russell.
Parmi les critiques mitigées ou négatives, Mick LaSalle, du San Francisco Chronicle, estime que le film comporte des moments intéressants et a « un certain impact viscéral » mais qu'il est « trop puéril et comporte trop de longueurs ». Pour David Denby, du New Yorker, en dehors de « l'excitante » poursuite finale et de « quelques bonnes réparties », le film ne présente que peu d'intérêt pour un spectateur qui n'a pas de grandes connaissances en culture populaire. Et Jonathan Rosenbaum, du Chicago Reader, trouve que les deux films qui composent Grindhouse « ont chacun 20 minutes de trop et ne font pas grand cas de la narration ».
Le film a également reçu des critiques plutôt positives en France, obtenant une moyenne de 3,4 étoiles sur 5 parmi les critiques de la presse compilée par AlloCiné. Adrien Gombeaud, de Positif, évoque « un objet de pur plaisir cinématographique », une « œuvre admirablement filmée » et « l'une des plus monumentales courses-poursuites de l'histoire du cinéma ». Pour Emmanuel Burdeau, des Cahiers du cinéma, le film est « le meilleur de Tarantino », une « joie décuplée » par « le plus rapide, mais aussi le plus modeste et le plus simple des films de Tarantino » et « deux scènes de voiture, une collision, une poursuite, qui comptent déjà parmi les sommets du film d'action ». Les Cahiers du cinéma le classe d'ailleurs au 2e rang de leur liste des meilleurs films de 2007. La rédaction de Critikat partage ce point de vue : Raphaël Lefèvre considère Boulevard de la mort comme « de loin le meilleur film de son auteur », tandis que Matthieu Santelli en fait « peut-être son film le plus sincère et le moins snob ». Patrice Blouin, des Inrockuptibles, estime qu'il s'agit d'un « hommage jubilatoire, sexy et expérimental » qui réussit à « combiner les dérapages incontrôlés de la conversation et les tête-à-queue virevoltants d’un pur cinéma d’action ». Pour Aurélien Ferenczi, de Télérama, c'est « un exercice de style incroyablement plaisant et au fond très conceptuel » qui réussit « par le biais d’un pastiche assez sophistiqué, à être pertinent et moderne ». Stéphane du Mesnildot, de L'Écran fantastique, évoque « un film déjanté » mais « totalement maîtrisé » ; et Fausto Fasulo, de Mad Movies, des « images inoubliables » pour le spectateur.
Du côté des critiques mitigées, Nicolas Schaller, de Première, évoque une « œuvre mineure d'un génie en roue libre » où « il faut souffrir durant d'interminables scènes de babillages entre filles et supporter une construction dramaturgique binaire, audacieuse mais redondante, pour jouir des quelques moments de pur plaisir qu’offre le film » ; Thomas Sotinel, du Monde, « un film claudiquant mais attachant » ; et Ouest-France des « dialogues pimentés » et des « cascades échevelées » mais un exercice « long et répétitif ». Parmi les critiques négatives, Anne Diatkine, du magazine Elle, estime que c'est « un film puéril auquel on ne comprend rien » et Pascal Mérigeau, du Nouvel Observateur, « un film médiocrement plaisant ».

### Box-office
Grindhouse a été un échec commercial aux États-Unis, ne rapportant que 25 037 897 dollars. Quentin Tarantino s'est déclaré bien entendu très déçu par l'échec commercial de Grindhouse, qu'il attribue en partie au fait que les spectateurs ne veulent plus aller au cinéma pour voir deux films, mais a déclaré qu'il était « fier de son flop » car les spectateurs ressortaient satisfaits de la séance. Boulevard de la mort n'a pas connu plus de succès en Europe, n'attirant au total dans les salles que 2 922 905 spectateurs, dont 663 274 en France, 63 561 en Belgique et 54 965 en Suisse. Il a rapporté 30 663 961 $ en dehors des États-Unis.

## Analyse
| |  |  |
| Le réalisateur Quentin Tarantino et l'acteur principal Kurt Russell à la première du film, en mars 2007. |  |  |

Emmanuel Burdeau, des Cahiers du cinéma, affirme que Tarantino a fait le choix de « recommencer deux fois le même film », l'histoire de Stuntman Mike lancé à la poursuite d'un quatuor d'héroïnes « à la langue bien pendue », où les seules variations sont le lieu, le quatuor et le dénouement. Dans son livre, Alberto Morsiani évoque lui aussi « deux films miroirs », l'un où le méchant gagne et l'autre où il perd. Il écrit que le style et l'esprit du film sont inspirés de ceux des années 1970 mais que ses personnages sont ultramodernes. Tarantino, dans son « monde toujours plus féminisé », inverse le concept de la « dernière fille » propre au slasher en basant la structure de son film « sur le thème de la vengeance par procuration » après la mort du premier quatuor d'héroïnes, que Morsiani met en parallèle avec celle de Marion Crane dans Psychose (1960). Aurélien Ferenczi voit dans le personnage de Stuntman Mike « une image du père ou d’un vieil ordre moral qui dénierait aux pimpantes héroïnes leur liberté de conduite et de parole ». Pour Emmanuel Burdeau, « une copie documentaire succède à un original fictionnel » car le second quatuor féminin paraît plus réel et commun que le premier et finit par venger la mort de son prédécesseur, pour le plus grand plaisir du spectateur.
L'hommage que rend Tarantino au cinéma dans tous ses films est ici porté à son apogée car le style du film est une « copie conforme des petits films des années 1970 » avec coupures et sauts de pellicule, zoom en avant, longs plans américains, images fixes, etc. Adrien Gombeaud, de Positif, note que Tarantino rend hommage « aux anonymes du cinéma », « aux foules des fins de générique », offrant par exemple un visage à la cascadeuse Zoe Bell, et aux films « largement oubliés mais résistant à la mort » avec qui il a grandi. Comme dans la plupart de ses films, le réalisateur multiplie les références à la culture populaire et pratique l'auto-citation, notamment par l'utilisation des couleurs qui rappelle Kill Bill et le personnage d'Earl McGraw, présent dans ce même film, mais aussi la mention des marques fictives Big Kahuna Burger et Red Apples, la référence à un massage des pieds comme dans Pulp Fiction, etc. Certaines sont plus subtiles, comme le long plan-séquence où « la caméra tourne autour d'un groupe de filles, qui parlent armes et de voitures, pendant qu'elles mangent à une table » qui est une reproduction au féminin de la séquence d'ouverture de Reservoir Dogs.
Pour la première fois, Tarantino a assuré lui-même le rôle de directeur de la photographie et a tenu à apporter un soin particulier à l'esthétique du film. Emmanuel Burdeau rappelle que « la course de Boulevard de la mort est d'abord celle de la pellicule » plus que celle des langues et des bolides. Au-delà du plaisir des dialogues et des poursuites, c'est de l'image que provient la plus grande jouissance. Alberto Morsiani renchérit en écrivant que Tarantino cherche à communiquer son plaisir de « l'immersion dans l'image ». Les images sont devenues au début du XXIe siècle un « objet sexuel » et il existe un véritable désir de consommation des images. Les références culturelles renforcent le côté artificiel des images et en font un objet de consommation, une marchandise dont « l'exhibition fétichiste » obsèdent le spectateur. Adrien Gombeaud insiste aussi sur l'image, et l'utilisation du noir et blanc au milieu du film. Il affirme que « Tarantino jongle avec les couleurs » et « ausculte le corps féminin de haut en bas », y compris avec l’œil du « prédateur » Stuntman Mike guettant ses proies.

## Sortie vidéo
Boulevard de la mort est sorti en DVD le 18 septembre 2007 en région 1 et le 6 décembre 2007 en région 2 en édition simple et collector double DVD. L'édition collector comporte plusieurs documentaires en bonus sur les bolides du film, les actrices et les acteurs, les cascades et le montage. Il est sorti en disque Blu-ray le 16 décembre 2008 en région 1 et le 3 décembre 2009 en région 2. L'édition Blu-ray comporte les mêmes bonus que l'édition collector en DVD.